# مايكل تشيخوف
مايكل تشيخوف (بالروسية: Михаил Александрович Чехов)‏ مواليد 29 أغسطس 1891 في سانت بطرسبرغ، الإمبراطورية الروسية - الوفاة 30 سبتمبر 1955 في بيفرلي هيلز، الولايات المتحدة، هو ممثل أمريكي بدأ مسيرته الفنية سنة 1921. من أعماله المسحورة. امتدت مسيرته الفنية لأكثر من 33 عاما.

## روابط خارجية
- مايكل تشيخوف على موقع IMDb (الإنجليزية)
- مايكل تشيخوف على موقع ألو سيني (الفرنسية)
- مايكل تشيخوف على موقع تيرنر كلاسيك موفيز (الإنجليزية)
- مايكل تشيخوف على موقع أول موفي (الإنجليزية)
- مايكل تشيخوف على موقع قاعدة بيانات برودواي على الإنترنت (الإنجليزية)
- مايكل تشيخوف على موقع قاعدة بيانات برودواي على الإنترنت (الإنجليزية)
- مايكل تشيخوف على موقع قاعدة بيانات الفيلم (الإنجليزية)
- مايكل تشيخوف على موقع كينوبويسك (الروسية)